# ستيفاني كوكس
ستيفاني كوكس (بالإنجليزية: Stephanie Cox)‏ (و. 1986  م) هي لاعبة كرة قدم، من الولايات المتحدة، ولدت في لوس غاتوس، سانتا كلارا، كاليفورنيا، شاركت في الألعاب الأولمبية الصيفية 2008، تلعب كمُدَافِعَة.

## روابط خارجية
- ستيفاني كوكس على موقع الاتحاد الدولي (مؤرشف)  (الإنجليزية)
- ستيفاني كوكس على موقع الاتحاد الدولي (مؤرشف)  (الإنجليزية)
- ستيفاني كوكس على موقع الاتحاد الأوربي (الإنجليزية)
- ستيفاني كوكس على موقع Soccerway.com (الإنجليزية)
- ستيفاني كوكس على موقع اللجنة الأولمبية الدولية (الإنجليزية)
- ستيفاني كوكس على موقع أوليمبيديا (الإنجليزية)
- ستيفاني كوكس على موقع اللجنة الأولمبية والبارالمبية الأمريكية (الإنجليزية)